# Gunderup-stenen 2
Gunderup-stenen 2 er en runesten, fundet i Gunderup i ca. 1627. Da Jon Skonvig undersøgte stenen, sad den i Gunderup kirkelade. Man ved ikke, hvornår den er udtaget. Da Søren Abildgaard tegnede den i 1769, lå den på kirkegårdsdiget med indskriften nedad, og ved Ludvig F. A. Wimmers undersøgelse var den rejst omtrent samme sted. Siden 1895 har den stået i våbenhuset i Gunderup Kirke sammen med Gunderup-stenen 1. 

## Indskrift
| Translitteration | austain : sati : stain : þąnsi : abt : ąsulb : faþur : sin : |
| Transskription   | Øystæinn satti stæin þannsi æft Āsulf, faður sinn.           |
| Oversættelse     | Østen satte denne sten efter Asulv, sin fader.               |

Indskriften står på den ene flade bredside op ad den venstre kant og læses nedefra og op i en linje. Indskriften bærer kortkvistruner, hvilket er meget sjældent på runesten i Danmark og kun ses på en enkelt anden, nemlig Hedeby 2, som er rejst af Asfrid efter hendes søn, Gnupa. Anvendelsen af kortkvistruner peger på en datering til ældre vikingetid, ligesom anvendelsen af b-runen i stedet for f-runen i navnet ąsulb 'Asulv' og abt 'efter'. Tidligere har disse elementer været tolket som tegn på svensk indflydelse, hvilket er afvist af Michael Lerche Nielsen.